# Merulina triangularis
Espèce
Merulina triangularis est une espèce de coraux appartenant à la famille des Merulinidae.